# Cinzia Maria Fontana
Cinzia Maria Fontana (Vailate, 7 novembre 1963) è una politica e sindacalista italiana.

## Biografia
Laureata in lingue e letterature straniere, è stata per lungo tempo funzionaria sindacale ricoprendo anche la carica di segretaria della CGIL di Crema e membro della segreteria confederale della provincia di Cremona dal 2000 al 2006. È stata Sindaco di Vailate (Cr) dal 1995 al 1999 dopo esserne stata Vice Sindaco nei cinque anni precedenti.
È stata eletta alla Camera dei deputati nella XV Legislatura, V Circoscrizione (Lombardia 3) per l'Ulivo. Proclamata il 22 aprile 2006, è stata componente di due commissioni parlamentari: la XI ("Lavoro pubblico e privato", dal 6 giugno 2006) e la XII ("Agricoltura", dal 29 maggio 2007).
In seguito allo scioglimento delle Camere, avvenuto nei primi mesi del 2008, è stata candidata al Senato per la Lombardia nella lista del Partito Democratico, venendo eletta e proclamata senatrice il 29 aprile 2008.
Alle elezioni provinciali cremonesi del 2009 è candidata consigliera senza essere eletta.
Rieletta Deputata alle elezioni politiche del 2013 diventa Segretario del gruppo PD alla Camera con Delega d'Aula.
Nella XVII legislatura detiene il record di deputato con il maggior numero di presenze alla Camera - ma anche nell'intero Parlamento Italiano - con un indice del 99,99% pari a 24.835 presenze su 24.836 votazioni.
Non si ricandida alle elezioni politiche del 2018.
Al termine del suo mandato parlamentare viene nominata assessore al Bilancio e all'Urbanistica al comune di Crema.
Il 4 febbraio 2019 è eletta coordinatrice del PD cremasco. Ricoprirà tale incarico fino al 2021.
Nel 2022 è eletta consigliera comunale a Crema con 341 preferenze. Si dimette in seguito alla sua nomina a Vicesindaco e Assessora con delega alle Risorse umane, Programmazione economica (bilancio, tributi, fondi PNNR) e al Territorio cremasco.
Nel 2024, in seguito ad una riorganizzazione di giunta, mantiene l'incarico di vicesindaca ma con delega alla pianificazione territoriale, edilizia privata e patrimonio.